# Oribatella bromeliarum
Oribatella bromeliarum är en kvalsterart som beskrevs av Valerie M. Behan-Pelletier och Giulio Paoletti 1993. Oribatella bromeliarum ingår i släktet Oribatella och familjen Oribatellidae. Inga underarter finns listade i Catalogue of Life.